# Messager valdôtain
Le Messager valdôtain est un périodique paraissant au début du mois de décembre depuis 1911 en Vallée d'Aoste. Il est défini localement comme L'almanach.

## Histoire
Le Messager a été édité selon la volonté d'un groupe de religieux, le premier directeur de rédaction étant Gabriel Pession jusqu'en 1953, ensuite Élie Pession jusqu'en 1982, et Aldo Perrin jusqu'en 2010.

## Couverture
L'image du mont Blanc vu de la galerie de Pierre-Taillée a été la couverture du Messager jusqu'en 1947. Ensuite elle a été remplacée par l'image actuelle.

## Collaborateurs
Parmi les personnalités illustres ayant collaboré au Messager, il faut rappeler les membres de l'Académie Saint-Anselme.
D'autres collaborateurs célèbres : l'abbé Joseph-Marie Henry, les chanoines Pierre-Louis Vescoz et François-Gabriel Frutaz, l'abbé Joseph-Marie Trèves, Armandine Jérusel, Charles Passerin d'Entrèves, Anselme Lucat et Anaïs Ronc-Désaymonet.